# Lincoln Building
Lincoln Building je novogotický mrakodrap stojící ve městě New York. Má 55 pater a výšku 205 metrů. Byl dokončen v roce 1930 a architektem byl James Edwin Ruthvin Carpenter. Budova disponuje 108 395 m2 převážně kancelářských ploch.